# Estado Nueva Esparta
Nueva Esparta es uno de los veintitrés estados federales, el cual, junto con el Distrito Capital y las Dependencias Federales, forman la República Bolivariana de Venezuela.  Su capital es La Asunción y su ciudad más poblada Porlamar. Es un archipiélago formado por tres islas en el mar Caribe: la isla de Margarita, la isla de Coche y  la isla de Cubagua en la región insular de Venezuela, siendo el único estado insular del país, el cual también forma parte de las Antillas menores del mar Caribe.
Está ubicado en la región insular al noreste del país, y limita con el mar Caribe en sus cuatro puntos cardinales. Con 1150 km², es el estado más pequeño del país, con 596 842 habitantes. En el 2023, resultó el sexto menos poblado —por delante de Apure, Vargas, Cojedes, Delta Amacuro y Amazonas, el menos poblado— y, con 480 hab./km², el segundo más densamente poblado, por detrás de Carabobo.
Se encuentra al norte de la península de Araya y se divide en 11 municipios autónomos y 23 parroquias civiles. Sus principales ciudades son: La Asunción, Porlamar, Juan Griego, Punta de Piedras, Pampatar, San Juan Bautista y El Valle del Espíritu Santo.

## Toponimia
El estado fue designado con el nombre de Nueva Esparta a partir del 12 de mayo de 1817, con el propósito de hacer un homenaje al heroísmo de los habitantes de la isla de Margarita durante la guerra de Independencia de Venezuela, calificado como heroísmo espartano, en alusión a la valentía de los ciudadanos de la capital de la porción de Laconia (Esparta), en la península del Peloponeso, en la antigua Grecia.

## Historia

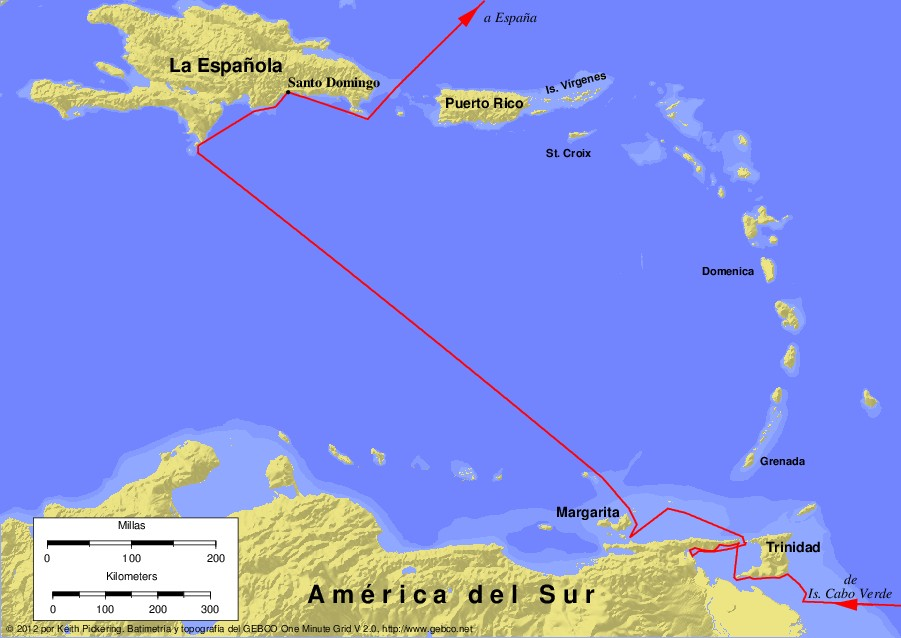
Tercer viaje de Colón donde fue descubierto el 15 de agosto de 1498 el archipiélago que tres siglos después se convertiría en el estado venezolano de Nueva Esparta.

### Colonización española
La isla de Margarita fue descubierta por Cristóbal Colón el 15 de agosto de 1498 durante su tercer viaje. Colón bautizó la isla como La Asunción debido a la coincidencia con la festividad religiosa. Sin embargo, por su riqueza en perlas, la isla fue posteriormente rebautizada como Margarita, un nombre que algunos asocian con la reina Margarita de Austria-Estiria.
Poco después del descubrimiento de Margarita, se reconoció la riqueza en perlas de Cubagua, lo que llevó al primer asentamiento español en Venezuela. Durante los primeros años, este asentamiento fue precario, con muchos viviendo en chozas. Con el tiempo, el establecimiento creció, y en 1526 se le otorgó el estatus de villa, siendo renombrada en 1528 como “Nueva Cádiz”. 
Sin embargo, el agotamiento de las perlas y otros desafíos, incluidos los ataques de piratas, llevaron a la despoblación de la isla. En 1545, un intento de incorporar Margarita bajo la jurisdicción de Nueva Cádiz confirmó que todavía había habitantes en la isla.
En 1676, la Isla Margarita fue atacada por franceses bajo el mando de Charles François d'Angennes. En respuesta, los españoles construyeron varios fuertes en la isla. La Provincia de Margarita, establecida como parte de la Real Audiencia de Santo Domingo, fue posteriormente incorporada al Virreinato de Nueva Granada y, en 1830, se convirtió en una de las 13 provincias originales de la República de Venezuela.
Al principio, todos los intentos oficiales de colonizar Cubagua fracasaron. El abastecimiento de agua era un problema principal, lo que llevó a la conclusión de que una villa en Cubagua no podría prosperar sin antes construir una fortaleza en la desembocadura del río en la actual Cumaná, el principal proveedor de agua.
Según Gonzalo Fernández de Oviedo, se cree que Cubagua fue establecida en 1517. Con la protección de la fortaleza de Cumaná, construida a principios de 1523, la aldea de Cubagua creció rápidamente, experimentando un auge por la explotación de perlas.

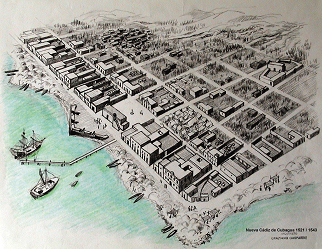
Boceto de Nueva Cádiz.

Antes de 1525, es improbable que los habitantes de Cubagua se consideraran una villa o ciudad. Los registros de perlas entre 1521 y 1525, que son las primeras fuentes de Cubagua, solo mencionan la isla y no un asentamiento específico.
En 1526, el asentamiento fue elevado al estatus de Villa como "Villa de Santiago de Cubagua", aunque parece que nunca usó este título. El 13 de septiembre de 1528, se le otorgó el título de ciudad, se le dio un escudo de armas, se dictaron las primeras ordenanzas proporcionando autonomía política y se cambió su nombre a “Nueva Cádiz”. Estas ordenanzas permitieron a Nueva Cádiz comerciar directamente con Castilla, independiente de La Española. Esto llevó a un crecimiento en la construcción y población.
Entre 1531 y 1532, los lechos de perlas comenzaron a agotarse. El crecimiento poblacional, con recursos limitados, causó problemas de abastecimiento. Los suministros venían de lugares distantes y cuando las perlas se agotaron, buscaron nuevos lugares, moviéndose con permiso hacia el Cabo de la Vela.
La despoblación de Cubagua fue gradual, debido a la escasez de agua, la resistencia indígena al trabajo intenso y las conquistas en tierras distantes. Los ataques de corsarios y caribes también amenazaron la ciudad. Sin embargo, la principal razón fue la desaparición de los ostrales.
La emigración no fue inmediata. Hubo una migración al Cabo de la Vela coincidiendo con el auge de Cubagua. En 1537, la isla comenzó a despoblarse y en 1541, un huracán y posible terremoto devastaron el lugar, llevando a los habitantes a Margarita. Las ruinas de Nueva Cádiz, con unos pocos residentes, fueron atacadas por piratas franceses en 1543.
Aunque no se sabe la fecha exacta del abandono, para 1545, habitantes de Nueva Cádiz buscaban controlar Margarita, lo que indica que aún había población en la isla.
En 1676, Charles François d'Angennes, marqués de Maintenon, atacó la Isla Margarita y Cumaná con una flota, lo que llevó a los españoles a construir fuertes.
La Provincia de Margarita es la más antigua de las que en 1777 se unieron para formar la Capitanía General de Venezuela. Dependió de la Real Audiencia de Santo Domingo hasta 1739, y luego del Virreinato de Nueva Granada. En 1830, al formarse la República de Venezuela, fue una de sus 13 provincias originales.

### SiglosXIXyXX

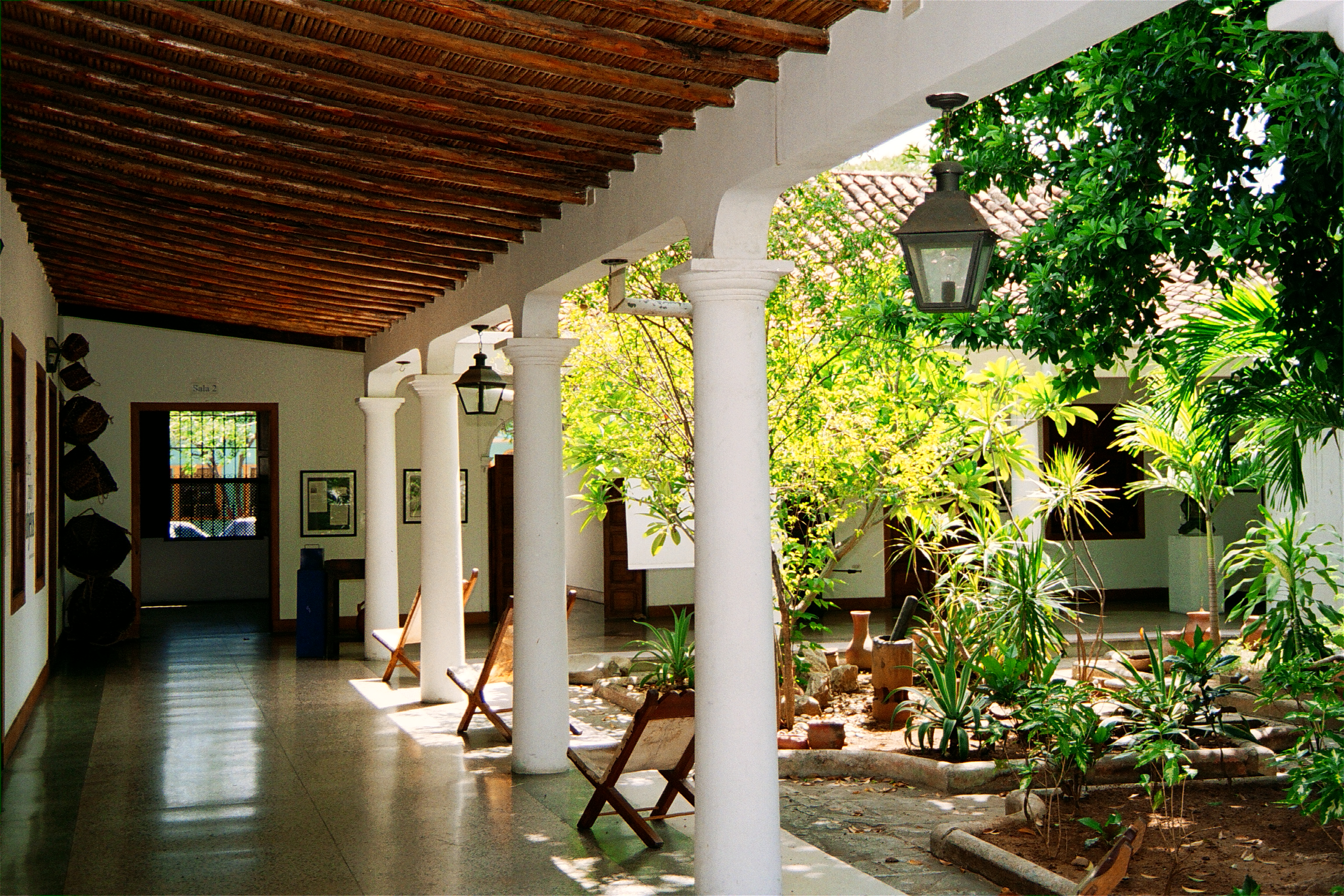
Arquitectura colonial en el Museo del Hombre Insular

En la Iglesia de Santa Ana (1749) se realizó el 6 de mayo de 1816 una Asamblea de Notables en la cual se proclama la Tercera República de Venezuela como una nación única e indivisible, se establece el Gobierno Provisional de la República, se reconoce al General Simón Bolívar como Jefe Supremo de la República, se nombra al General Santiago Mariño segundo en el mando, se realizan diversos ascensos militares y Bolívar firma la derogación del Decreto de Guerra a Muerte de 1813. Dentro de la Iglesia aún se encuentra la silla donde se sentó el general Bolívar y los restantes ilustres que participaron en la asamblea.
En 1835 la provincia de Margarita estaba dividida en los cantones de La Asunción (compuesto por las parroquias de Paraguachí, Pampatar, Los Robles, El Valle y Porlamar) y Norte (compuesto por las parroquias de Tacarigua, Juangriego, San Juan, Pedro González y Sabana Grande).
En 1856 la provincia de Margarita estaba dividida en los cantones Norte (compuesto por las parroquias de Norte, Juangriego, Tacarigua, Pedro González, Los Hatos, Pedregales, San Juan y las Islas Tortuga, Blanquilla, Testigos y Aves de Barlovento), con cabecera en Santa Ana del Norte, y Sur (compuesto por las parroquias de Asunción, Pampatar, Porlamar, Paraguachí, Espíritu Santo, Robles, y Sabana Grande), con cabecera en La Asunción.
En 1864, al dividirse el país en 20 estados y un Distrito Federal, Margarita tomó el nombre de Estado Nueva Esparta. El nombre de Nueva Esparta hace honor al valeroso comportamiento de sus habitantes durante las heroicas acciones de defensa en la gesta independentista. La naciente República otorga el título de "Nueva Esparta" al territorio insular por su semejanza con la Esparta de la Grecia clásica por el heroísmo demostrado por los habitantes de la isla en la lucha por la Independencia de Venezuela. El agotamiento completo de los ostrales perlíferos de Cubagua en el año 1857, determina el abandono de esta isla y en adelante será visitada por pescadores que improvisarán rancherías. En 1881 pasó a ser sección del Gran Estado Guzmán Blanco (llamado Miranda desde 1889 hasta 1898). En 1901, dos años después que se restituyera la autonomía de los estados, retomó el nombre de Nueva Esparta, pero lo pierde otra vez entre 1904 y 1909, período en el cual es incluido en el Distrito Federal como Sección Oriental. Finalmente, en 1909 recupera su condición de estado y en 1948, se anexa a su territorio la isla de Cubagua.

### Historia contemporánea

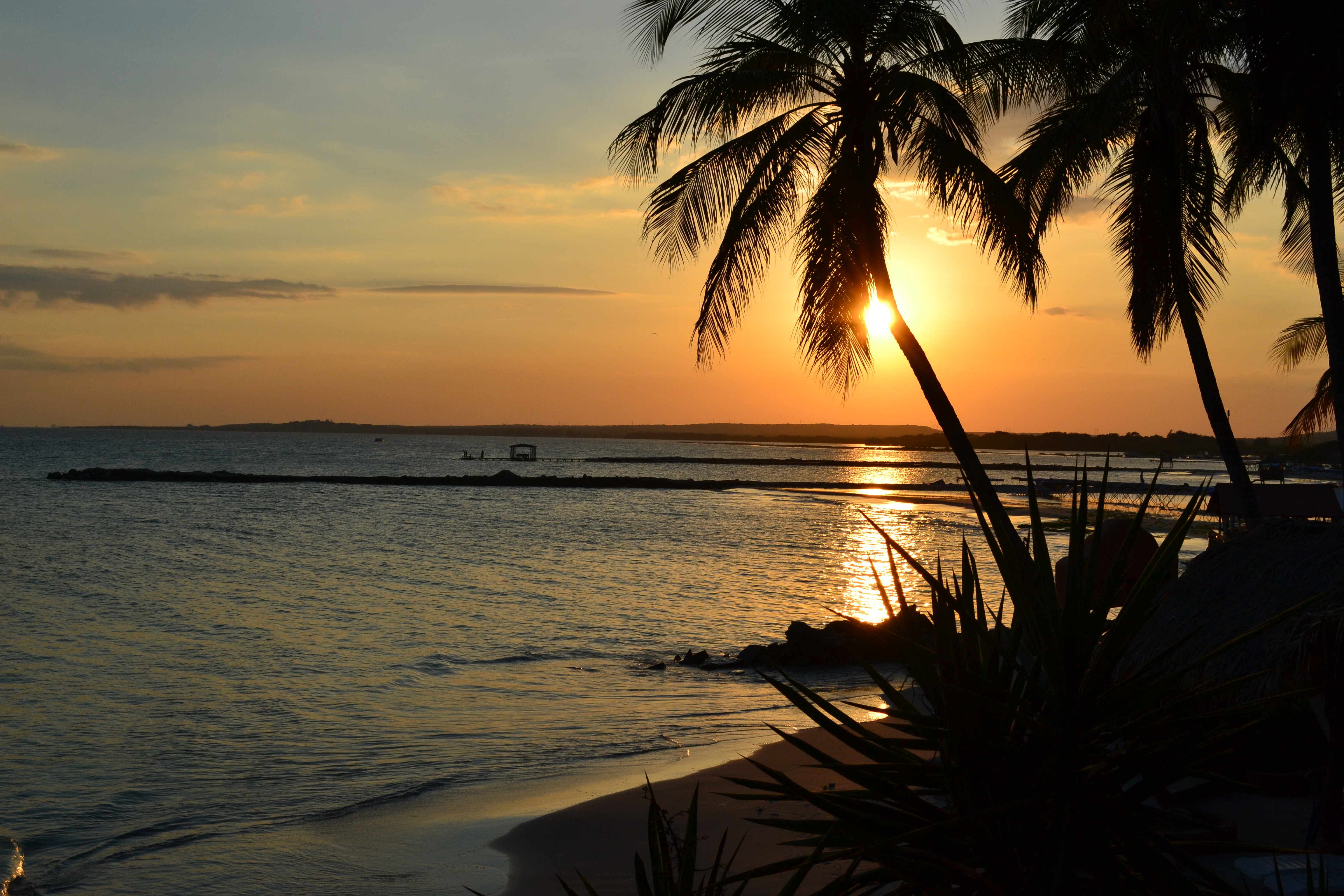
Playa El Yaque, isla Margarita

En 2011, el presidente Hugo Chávez tomó la decisión de expropiar la empresa Conferry,encargada de transportar vía marítima a pasajeros, vehículos particulares y carga pesada entre Puerto La cruz (Anzoátegui), Cumana (Sucre) y Punta de Piedras, incluso realizaba viajes hacia la Isla de Coche. Luego de contar con una flota muy importante, tras el abandono y la falta de mantenimiento de los ferris, además de casos de corrupción, la llamada La Nueva Conferry, continua operando con una embarcación.
Durante la década de los 2010 y principio de 2020, las empresas privadas como Gran Cacique, Naviarca y Navibus también realizan traslados hacia la Isla de Margarita,desde el Puerto de Guanta en el Estado Anzoátegui. Igualmente, la naviera privada Paraguaná opera embarcaciones tanto desde Guanta (Estado Anzoátegui) como desde La Guaira (Estado Vargas).
Marisel Velásquez fue elegida como gobernadora del Estado Nueva Esparta, el 25 de mayo de 2025.

## Geografía

### Organización político-territorial
Estado Nueva Esparta. Densidad poblacional, según municipios, base censo de población 2001
Nueva Esparta se encuentra localizada entre las coordenadas 10º44, 11º10` de latitud norte y 63º 46`, 64º13` de longitud oeste, en la región insular del país.
La entidad se encuentra limitada en todos sus puntos cardinales por el Mar Caribe.
En conjunto, las tres islas de la entidad reúnen magníficas playas, maravillosos manglares y otros paisajes que la hacen un verdadero paraíso insular. Margarita, la mayor de ellas, según el libro Atlas básico del Estado Nueva Esparta de 1997, la elevación máxima es el Cerro San Juan con 920 m s. n. m. y luego el Cerro Copey con 900 m s. n. m. e incluye al oeste el cerro Macanao con 750 m.s.n.m. en la Península de Macanao. Coche y Cubagua son núcleos rocosos cubiertos de sedimentos marinos y presentan un relieve plano, con acantilados. El clima es árido o semiárido, al punto de que no existen ríos de corriente permanente.
El estado Nueva Esparta, está dividido en 11 municipios, los cuales son:
| Isla de Margarita Isla de Cubagua Isla de Coche Península de Macanao Boca de Río MAR CARIBE Tubores Punta de Piedras Villalba San Pedro Díaz San Juan García El Valle Mariño Porlamar Maneiro Pampatar Arismendi LA ASUNCIÓN Marcano Juan Griego Santa Ana Gómez Santa Ana Gómez Paraguachí Antolín | \| Municipio \| Capital \| Superficie (km²) \| Población (hab) \| \| ----------------- \| ---------------------- \| ---------------- \| --------------- \| \| Antolín del Campo \| La Plaza de Paraguachí \| 72 \| 31 294 \| \| Arismendi \| La Asunción \| 52 \| 33 309 \| \| Antonio Díaz \| San Juan \| 166 \| 81 466 \| \| García \| El Valle \| 85 \| 75 490 \| \| Gómez \| Santa Ana \| 96 \| 45 409 \| \| Maneiro \| Pampatar \| 35 \| 70 742 \| \| Marcano \| Juan Griego \| 40 \| 42 469 \| \| Mariño \| Porlamar \| 39 \| 140 504 \| \| Macanao \| Boca de Río \| 331 \| 26 423 \| \| Tubores \| Punta de Piedras \| 180 \| 39,750 \| \| Villalba \| Coche \| 55 \| 9,986 \| \| Nueva Esparta \| La Asunción \| 1150 \| 596 842 \| |                  |                 |
| Municipio | Capital | Superficie (km²) | Población (hab) |
| Antolín del Campo | La Plaza de Paraguachí | 72               | 31 294          |
| Arismendi | La Asunción | 52               | 33 309          |
| Antonio Díaz | San Juan | 166              | 81 466          |
| García | El Valle | 85               | 75 490          |
| Gómez | Santa Ana | 96               | 45 409          |
| Maneiro | Pampatar | 35               | 70 742          |
| Marcano | Juan Griego | 40               | 42 469          |
| Mariño | Porlamar | 39               | 140 504         |
| Macanao | Boca de Río | 331              | 26 423          |
| Tubores | Punta de Piedras | 180              | 39,750          |
| Villalba | Coche | 55               | 9,986           |
| Nueva Esparta | La Asunción | 1150             | 596 842         |

### Geología
El territorio estatal se caracteriza por eventos de vulcanismo, sedimentación, emersión, deposición y levantamiento. Rocas ígneo-metamórficas de la era mesozoica forman el basamento de las áreas montañosas y sus estribaciones, incluyendo el paisaje de colina, con excepción de los relieves ondulados de Pampatar, constituidos por sedimentos terciarios, al igual que el plano costero. Las áreas marinas más bajas son formaciones del Pleistoceno y Holoceno, compuestas por aluviones, terrazas litorales y aluviales, areniscas calcáreas y depósitos lagunares. Coche y Cubagua son núcleos rocosos cubiertos de sedimentos marinos.
También se puede observar que es de la era geológica precambrica.

### Relieve
El sector oriental de la isla de Margarita presenta tres pequeñas serranías, alineadas en sentido sureste-noroeste, cuyos topes de altitud son los cerros Copey, Matasiete, La Guardia y Guayamurí; hacia el suroeste el relieve es plano, con excepción de unas elevaciones moderadas, conocidas como Las Tetas de María Guevara. La península de Macanao, en el sector occidental, ostenta un macizo alargado en sentido este-oeste, entre los cerros Macanao y Guarataro. El resto son llanuras costeras que descienden hacia playas de gran amplitud. Las islas de Coche y Cubagua ofrecen un terreno plano con algunos acantilados.
El relieve está compuesto de llanuras costeras, albuferas y macizos montañosos. Las llanuras costeras del macizo oriental, descienden hacia playas oceánicas de gran amplitud y arenas blancas que constituyen un gran atractivo turístico, propicias además para actividades deportivas y de recreación.
Entre las mayores elevaciones encontradas del estado, se citan:
| Paraguachoa | Paraguachoa          |
| Cerro       | Altitud (m s. n. m.) |
| ----------- | -------------------- |
| San Juan    | 920                  |
| Copey       | 890                  |
| Cocheima    | 810                  |
| Tragaplata  | 640                  |
| El Cacho    | 510                  |

| Península de Macanao | Península de Macanao |
| Cerro                | Altitud (m s. n. m.) |
| -------------------- | -------------------- |
| Macanao              | 750                  |
| Los Cedros           | 745                  |
| Risco Blanco         | 680                  |
| Guaraguao            | 660                  |
| Soledad              | 540                  |
| Piedra Lisa          | 500                  |
| El Castillo          | 380                  |

### Hidrografía

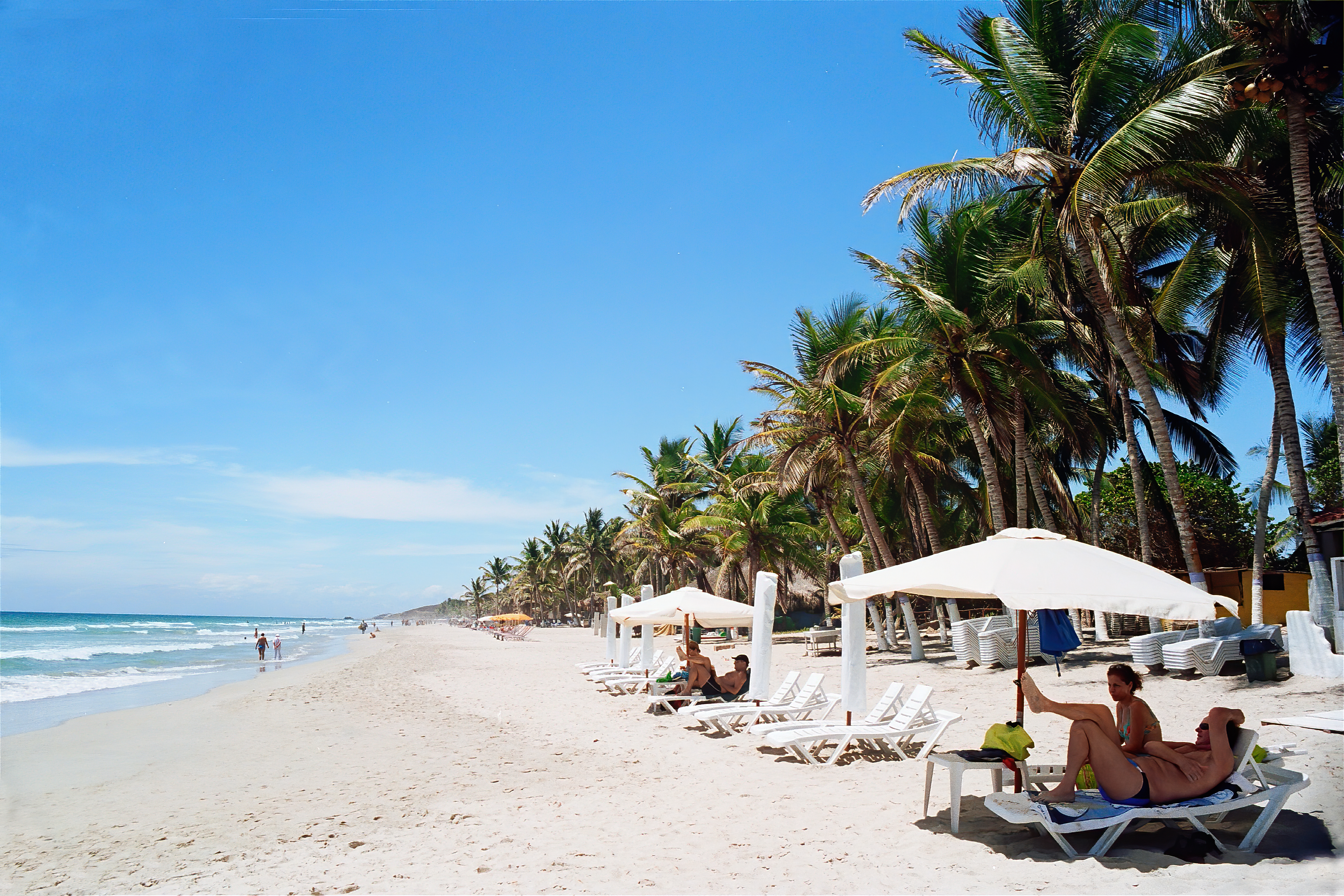
Playa el Agua, Isla de Margarita.

No existen corrientes importantes de agua permanentes, sino delgados ríos últimamente estacionales debido a los cambios climáticos que han elevado las temperaturas en todo el planeta en los últimos años. Secos la mayor parte del año y con torrenciales en los cortos períodos de lluvia. De ellos, los principales son el San Juan (posas de San Juan), San Francisco, La Asunción, El Valle, Chaguaramal, El Muco, La Vieja, Negro y Tacarigua.
Las albuferas de La Restinga es la más grande con una extensión de 2600 ha, Los Mártires y Las Marites, junto con las aguas termales del Valle del Espíritu Santo y el sector de San Francisco, completan un sistema hidrográfico escaso, insuficiente y no apto para abastecer de agua potable a la población local.

### Clima
Nueva Esparta posee un clima semiárido, con microclimas que van del árido muy cálido al semiárido cálido-moderado. Domina en Margarita el clima semiárido. En Porlamar la pluviosidad es solo de 399 mm. anuales con una temperatura media de 27 °C. Las zonas de mayor precipitación se localizan en la Serranía de El Copey llegando hasta 1100 mm, que junto a neblinas locales, permite el desenvolvimiento de bosques nublados, que derivan en laderas más bajas en formaciones de bosques secos premontanos. La precipitación es menor en la Península de Macanao, fluctuando de 300 a 500 mm anuales, con temperaturas de 27 °C a 28 °C. En Coche la temperatura media anual es también alta con precipitaciones de 512 mm anuales. Las condiciones de sequedad son rigurosas en Cubagua con 250 mm de precipitaciones al año. Si se considera que en los sitios litorales y playeros, como Porlamar, hay solo 66 días de lluvia apreciable al año, se dan las condiciones óptimas para diversos tipos de turismo. Algunos ejemplos de su clima son el Cerro Copey, laguna La Restinga, península de Macanao, las islas de Coche y Cubagua.

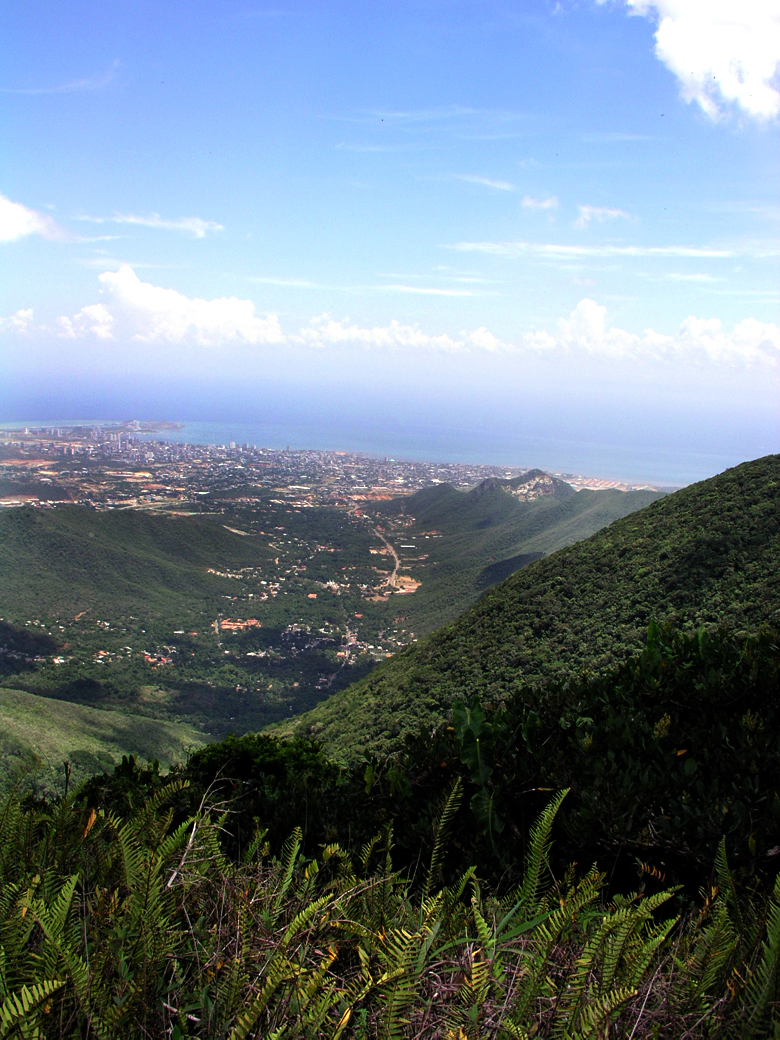
Vista desde la cima del cerro El Copey.

En raras ocasiones ciclones tropicales afectan a las islas del estado debido a la baja latitud de estas. Algunos ciclones que han afectado a las islas ya sea directa o indirectamente han sido el Huracán Joan-Miriam en 1988 y la Tormenta Tropical Bret en 1993.

### Suelo
El suelo es delgado y poco desarrollado, sujeto a un intenso proceso erosivo por el sobrepastoreo. Las oscilaciones del nivel del mar y la deforestación realizada para el aprovechamiento agrícola contribuyen a esto. Los suelos de los valles, las tierras de mejor calidad, son bien desarrollados, tienen capa orgánica, están protegidos de la acción erosiva del viento y se encuentran cubiertos de vegetación, pero solo ocupan una pequeña proporción del estado. En las zonas de piedemonte, los conos de deyección y materiales coluviales dan lugar a suelos muy pedregosos. Las islas de Coche y Cubagua presentan suelos con salinidad y con una fuerte erosión resultante de la acción de los vientos, lo cual le confiere a su capa superficial un carácter pedregoso.

### Vegetación
En la isla de Margarita los efectos climáticos y/o edáficos han producido una mezcla de zonas de vida, con variados ecosistemas que comprenden desde la maleza desértica tropical, en las zonas bajas y secas, hasta el monte espinoso y el bosque seco tropical en zonas de mayor altura. En el cerro Copey se encuentra el bosque húmedo premontano y en las zonas pantanosas y salinas abundan los manglares. Las especies más representativas son olivos, dividive y pardillo, alrededor de los cerros Matasiete, El Copey, y Guaraguao. El bosque muy seco se encuentra en áreas de vegetación muy intervenida. Las principales especies son: cují, guatacare, guamache, cardón, dividive y olivo. Los espinares y las malezas desérticas, formaciones dominantes del estado, ocupan las llanuras costeras. Sus principales especies son abrojo, cují, yaque, orégano, indio desnudo, tuna, cardón, dividive, guamache y otras. Las concentraciones de manglares se localizan en La Restinga, Las Marites y otras zonas de agua costaneras. Las especies más importantes son el mangle colorado, botoncillo y el mangle negro.

### Flora
El clima semiárido del estado Nueva Esparta, es una de las razones fundamentales para la evolución de dos tipos principales de vegetación. En el estado se encuentran zonas abundantes de vegetación tropical a las faldas de los principales cerros de la isla.

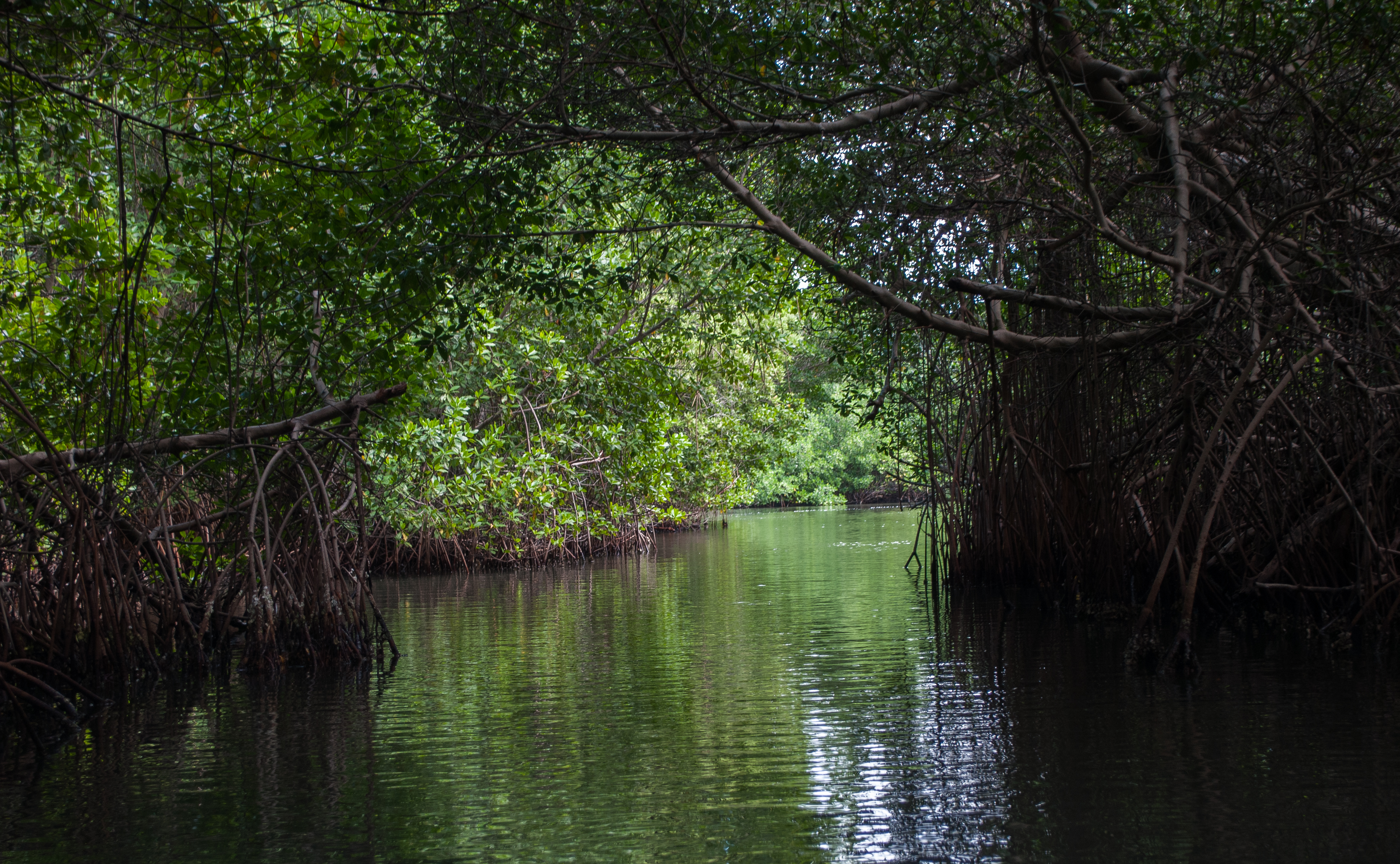
Manglares en Nueva Esparta.

Especies Características: Puy, Curari, Araguaney, Yema de Huevo, Indio desnudo, Pellejo de indio (Bursera Simaruba); Torco, Cucharo blanco (Croton xanthochloros); Copey(Clusia major), Maytenus karstenil, Coccoloba coronata, Cascarón (Machaerium robinifolium), limoncillo (Ximenia americana) Neea Anisophyla, Ouratea guildingii y Linociera caribaea.

### Fauna
Las especies endémicas que se pueden localizar en la Isla de Margarita, el venado margariteño, la serpiente brazo negro y la lagartija cabeza gris.

### Recursos naturales
La entidad destaca por sus recursos escénicos, representados en paisajes naturales, tales como lagunas, playas, cerros, salinas y formaciones eólicas, todos de un gran potencial turístico. No cuenta, en cambio, con grandes recursos energéticos, y su disponibilidad de minerales se limita a la existencia de grava, arena, caliza, dolomita, cromita, manganesita, talco y piedra. Asimismo, dispone de exiguos recursos forestales: araguán, cardón, cují, yaque, guayacán, jobo, vera, entre otros. La vegetación y recursos naturales del estado son pocos por ser una zona árida en medio del Mar Caribe, pero, las plantas de calor como cactus, palmeras son muy vistas en las áreas cálidas, pero, también hay zonas verdes como el Cerro Copey y otros.

## Economía
Predomina la pesca principalmente artesanal ha permitido la producción de; aguja, anchoa, atún, pargo, corocoro, lamparosa, carite, torito, lisa, bagre, cazón, vaquita, jurel, picua y sardina (mariscos); camarón y langosta (crustáceo); almeja, calamar, chipichipi, guacuco, tripa de perla, ostras (moluscos), mejillón Perna perna, entre otras especies. Muchas de las especies marinas están reguladas con vedas en periodos durante el año, para que se puedan reproducirse y evitar la explotación de dichas especies. También se observa la agricultura como actividad económica complementaria, sobre todo en la isla de Margarita, en donde destacan el cultivo de Berenjena, maíz, melón, pimentón, patilla, ají margariteño y tomate. Así como también, la cría avícola, ganado caprino y porcino.

### Principales centros comerciales

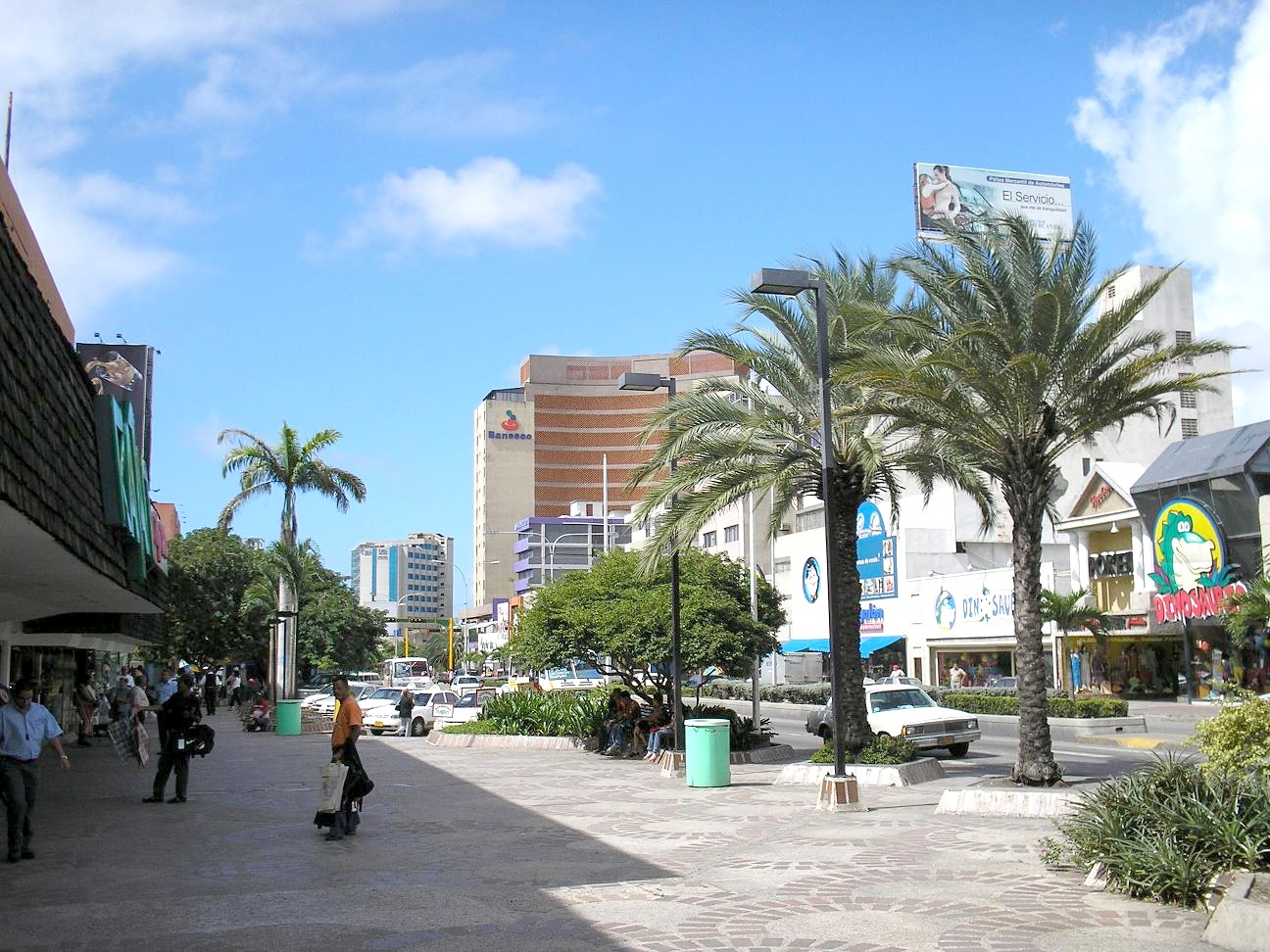
Avenida 4 de Mayo, Porlamar

- Parque Costazul: El centro comercial más grande y moderno de la isla y el tercero más grande del país.
- Sambil Margarita: es un centro comercial con variedad de tiendas y muchas alternativas para nativos y visitantes.
- La Vela en Porlamar.
- Centro Comercial Rattan Plaza en Pampatar.
- Aunque no sea un centro comercial, podríamos incluir a la avenida 4 de mayo, en Porlamar, que durante décadas ha sido un centro turístico y comercial que en sus mejores tiempos albergó tiendas de renombre internacional, aunque desde hace varios años se encuentra en declive debido a la aparición de nuevos centros comerciales y de la situación económica, la avenida 4 de mayo sigue siendo referente del comercio en la isla.

## Turismo
La región de Nueva Esparta, era reconocida como una de las principales lugares turísticas de Venezuela, ha enfrentado problemas significativos en los últimos años debido a la situación socioeconómica en el país. Esta área, que se distingue por su diversidad paisajística y rica herencia cultural, ha experimentado una disminución en la afluencia turística como resultado directo de la crisis que atraviesa Venezuela.
A pesar de la infraestructura turística en la región, que incluye proyectos destacables como el Puerto de Cruceros de Puerto la Mar y el Aeropuerto Internacional del Caribe Santiago Mariño, la inestabilidad económica y política del país ha disuadido a muchos visitantes internacionales. Esto ha impactado negativamente en la economía local, que históricamente ha dependido en gran medida de la industria del turismo.
La Isla de Margarita, que alberga fortificaciones españolas de valor histórico y patrimonial, ha sido particularmente afectada. Aunque sigue siendo un destino atractivo por su riqueza cultural y belleza natural, la isla ha registrado una disminución en sus tasas de ocupación hotelera y en la participación en actividades turísticas.
La Isla de Coche, conocida por sus condiciones ideales para deportes acuáticos como el windsurfing y kiteboarding, también ha sentido los efectos de la crisis. A pesar de sus características únicas y atractivas, ha habido un descenso en la cantidad de visitantes y competiciones internacionales en los últimos años.

## Infraestructura

### Servicios públicos
El servicio de agua está administrado por la empresa Hidrológica del Caribe (Hidrocaribe). El suministro hacia la Isla de Margarita, se realiza por dos acueductos submarinos, provenientes de los embalses Turimiquire y Los Clavellinos. Desde playa Brava en Chacopata, municipio Cruz Salmerón Acosta, estado Sucre nace la tubería que surte de agua potable al estado Nueva Esparta.

### Transporte
Con 592,6 km de carreteras, las principales rutas son la CL5, que cruza Margarita de este a oeste, las locales #4 y #1 que atraviesan la parte oriental de la isla en dirección norte-sur; y la ramal #11, que va desde Punta de Piedras hasta la CL5. La isla de Coche tiene una vía terrestre, que la bordea parcialmente. Poseía un terminal de pasajeros terrestre en el estacionamiento del Centro Comercial Bella Vista en Porlamar, mas dejó de operar en 1986 debido al abandono de la edificación. Sólo quedó operando la línea Unión Conductores de Margarita con unas pocas rutas desde y hacia la ciudad de Caracas desde un terminal privado, mas desde 2020 dicha línea cerró sus puertas producto de la pandemia de COVID19 que la llevó a la quiebra.    
La entidad cuenta con el Aeropuerto Internacional del Caribe Santiago Mariño, ubicado cerca de playa El Yaque, y pequeñas pistas en Coche y Macanao.
La infraestructura portuaria está encabezada por el Puerto Internacional El Guamache y los embarcaderos de Chacachacare y Punta Algodones (hacia la isla de Cubagua); el terminal de ferris de Punta de Piedras atiende rutas turísticas hacia Puerto La Cruz, Cumaná, La Guaira y San Pedro de Coche, mientras que otras operadoras marítimas despachan desde Pampatar y Juangriego (hacia la isla La Blanquilla). También hay embarcaderos en La Isleta y El Yaque, los cuales prestan servicio de transporte hacia la vecina isla de Coche, así como un servicio de embarcaciones menores (tapaítos) que parten desde Porlamar hacia la población de Chacopata en el Estado Sucre.

### Energía
En principio de la década de los 2020, una de las dificultades que han sufrido los pobladores, específicamente los que se dedican a la actividad pesquera es la falta de combustible para los barcos.

### Seguridad
En gran parte del Estado Nueva Esparta, existen diferentes entes de: investigación criminalista, policial estatales, municipal, cuerpo de Bomberos estatal y Aeronauticos. 

#### Cárceles
La principal cárcel del Estado Nueva Esparta, se localiza en el municipio García y es el Centro Penitenciario de San Antonio.

## Demografía
Su densidad supera el promedio nacional y es una de las más altas del país, debido a un crecimiento poblacional constante desde la década de los 1940, solo frenado por la disminución de la natalidad a partir de los años 1960. Particularmente, el decreto de Puerto Libre, promulgado en 1971, provocó un drástico incremento de la inmigración. La mayor parte de la población se aglutina en los municipios más estrechamente asociados con la actividad comercial emanada del turismo. El municipio Mariño, por ejemplo, concentra más del 23,7% de los habitantes de la entidad, y su capital, Porlamar, es el mayor centro económico de la isla de Margarita. Le siguen en importancia los municipios García y Maneiro, que son vecinos de Porlamar, ciudad que, ante la imposibilidad física de seguir creciendo, se ha expandido hacia ellos. Otras poblaciones importantes son Villa Rosa, Pampatar, San Juan Bautista, La Asunción, Paraguachí, Juangriego y El Pilar (Los Robles).
| Isla      | Población Estimada | Superficie | Densidad     | Localidad más grande | Coordenadas                                 |
| --------- | ------------------ | ---------- | ------------ | -------------------- | ------------------------------------------- |
| Margarita | 400.000 (2010)     | 1071 km²   | 373,48 h/km² | Porlamar             | 11°1′N 63°51′O / 11.017, -63.850            |
| Coche     | 8.756 (2010)       | 55 km²     | 159,20 h/km² | San Pedro de Coche   | 12°21′N 70°55′O / 12.350, -70.917           |
| Cubagua   | 71 (2007)          | 24 km²     | 2,95 h/km²   | Playa Charagato      | 10°49′40″N 64°11′36″O / 10.82778, -64.19333 |

A continuación se verá una lista de estadísticas sociales, según el censo 2001:
- Habitantes por médico: 461.

- Esperanza de Vida: 73,61 años.

- Tasa de alfabetismo: 95,3%.

- Tasa de asistencia escolar: 66,2%.

- Tasa bruta de natalidad: 23,1 por mil.

- Tasa bruta de mortalidad: 4,49 por mil.

- En total: 655.235

### Etnografía
Los habitantes autóctonos de Nueva Esparta fueron indígenas de la nación Guaiquerí, quienes llamaron Paraguachoa (Lugar en donde hay peces en abundancia) a la actual Isla de Margarita. Eran grandes pescadores y agricultores, fabricaban canoas, hamacas, arcos, flechas, morteros de madera, tubos de bambú (planta actualmente extinta en la zona) para extraer aceite de palma y utensilios de barro. Agrupados en tribus nómadas regidas por caciques, firmes creyentes del eventual advenimiento de un semidiós del color del sol, los guaiqueríes brindaron una recepción amistosa a los conquistadores que arribaron a las islas, por lo que le fueron favorecidos por España con el estatus de vasallos libres.
Cabe destacar que Nueva Esparta abarca un total de 256.624 de extranjeros, lo que supone casi 1/4 de la población, entre estos grupos destacan los españoles (canarios y andaluces), italianos (sicilianos, sardos y napolitanos), portugueses (madeirenses) y le siguen los libaneses, chinos y haitianos.

### Religión

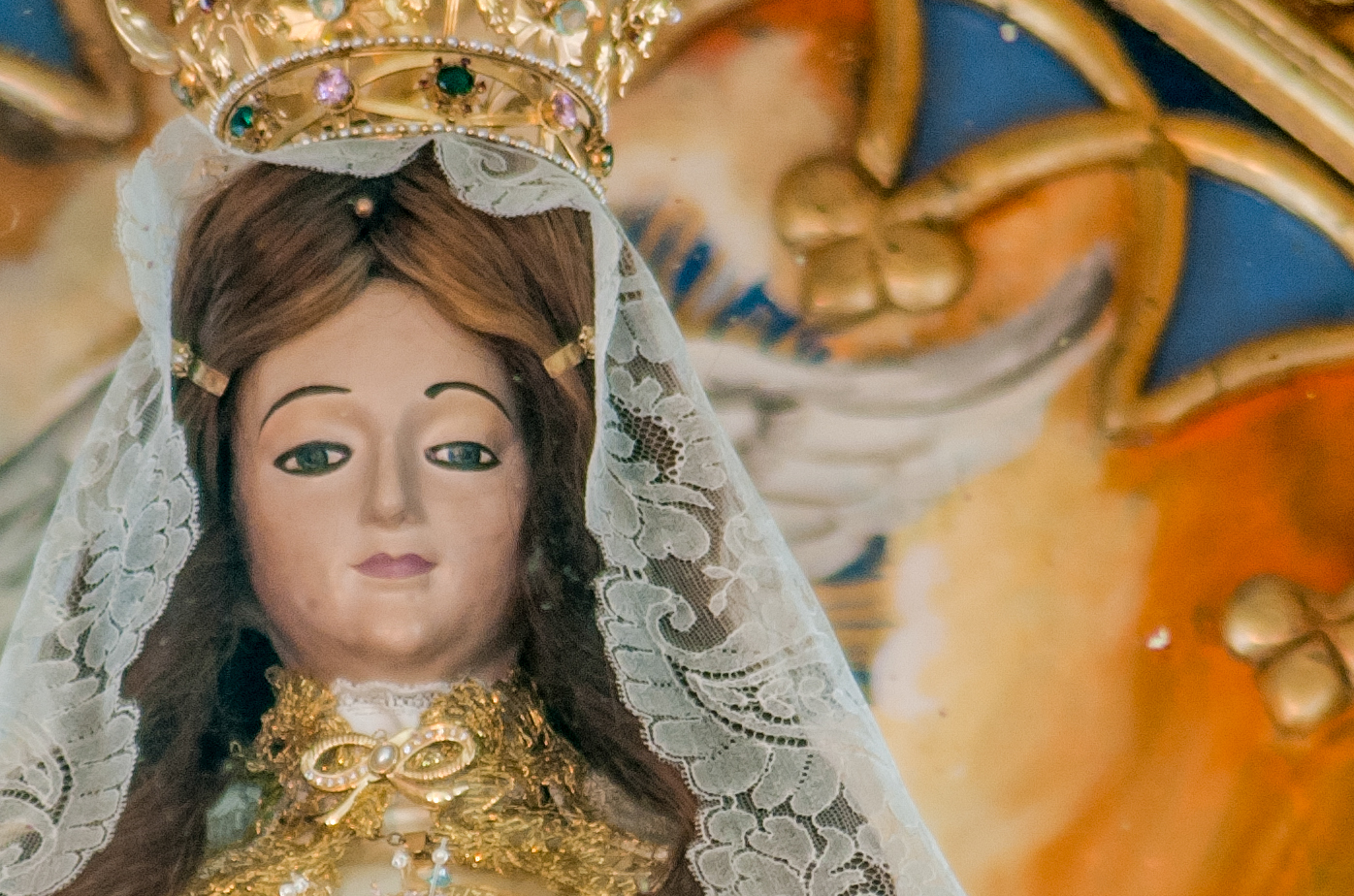
Virgen del Valle, Patrona del Oriente Venezolano

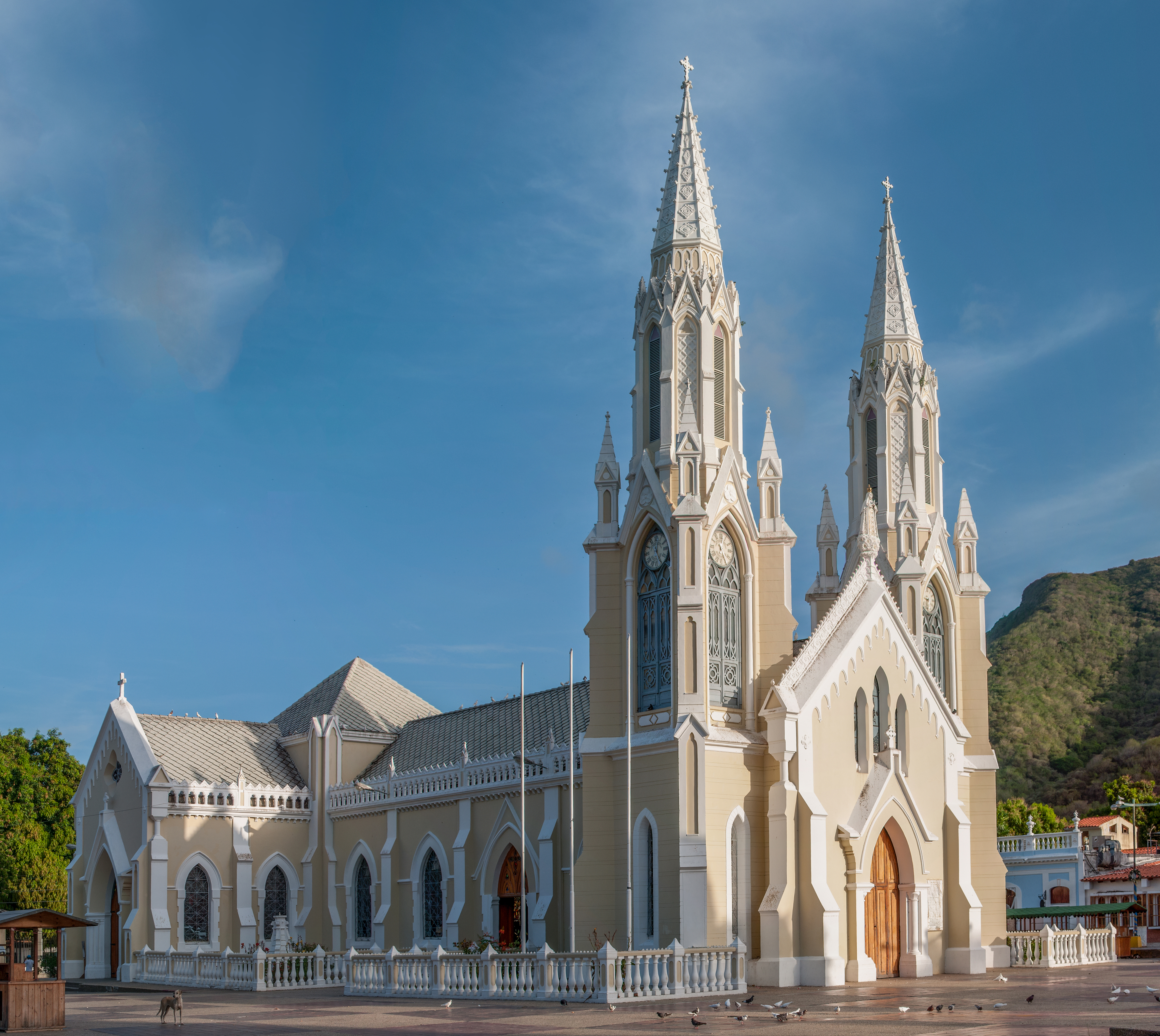
Basílica Menor de Nuestra Señora del Valle, Valle del Espíritu Santo

En el estado Nueva Esparta, la mayor parte de la población es creyente en la Santa Iglesia Católica, mientras que una minoría cree y en otras ramas cristianas, evidenciado esto por las iglesias presentes en la entidad neoespartana, entre las más importantes se tienen: Basílica Menor de Nuestra Señora del Valle (en el Valle del Espíritu Santo), Catedral de La Asunción, Iglesia San Juan Evangelista (en Juangriego), Iglesia parroquial de San Juan (en San Juan Bautista), Iglesia de San Nicolás de Bari (Porlamar), la de San José de Paraguachi, la iglesia de Santa Ana en el Municipio Gómez donde el Libertador Simón Bolívar fue declarado jefe supremo de la República y sus ejércitos, el  día 6 de mayo de 1816 en una asamblea llevada a cabo en dicha iglesia, ubicada en la villa de Santa Ana del Norte,y demás iglesias de menor importancia situadas en poblaciones como:  Punta de Piedras, Porlamar, Pampatar y prácticamente en todos los pueblos de la isla. 
Por otro lado, en la isla también existen variedad de religiones, entre ellas destacan la musulmana y la judaica.

## Cultura
Las fiestas en honor a San José de Paraguachí, Patrono del pueblo, se celebran desde el 19 de marzo de cada año, día de San José, durante una semana. En esta semana hay actividades culturales, bailes, ferias de comida y la famosa procesión en honor a San José, en donde cientos de feligreses recorren el pueblo.

### Gastronomía

Sopa de chipichipi, con guacuco y arepa.

El estado Nueva Esparta posee una amplia gama de platos autóctonos, por lo general elaborados a base de productos del mar u obtenidos a través de la siembra local. La torta de cazón podría considerarse como el plato emblemático de la región; es un pastel elaborado con cazón (cría de tiburón) y plátano (similar al pastel de chucho, sólo que aquel se elabora con chucho —pez rajiforme— y posee más ingredientes). Del mismo modo, se pueden conseguir "hervidos" de pescado, que básicamente son sopas elaboradas con peces de la zona (bagre, corocoro, pargo, carite y otros). Entre los productos de la tierra usados en la gastronomía local, sobresalen el tomate y ají margariteño.

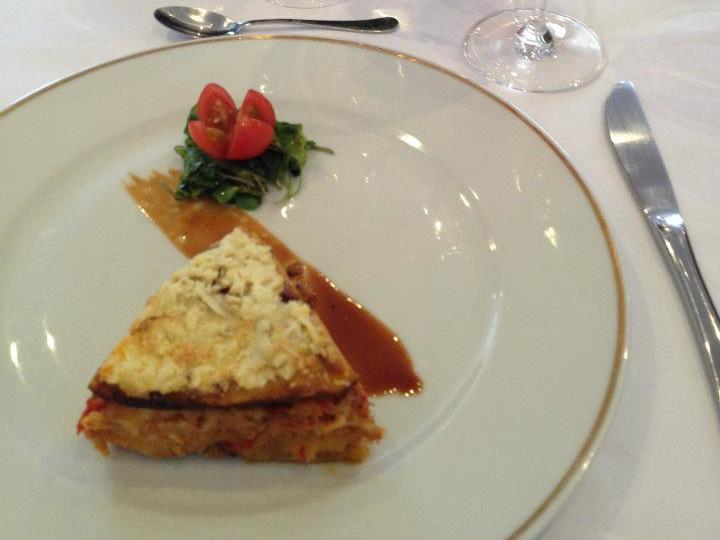
Pastel de Chucho

Otro plato representativo lo constituye el pabellón margariteño, en la cual la carne mechada se sustituye por cazón desmechado y guisado. También se consumen pescados fritos o asados, entre los cuales resalta el corocoro, el pargo, el carite, la catalana, etcétera, acompañados de arepas o casabe.[cita requerida]
Otros platos típicos obtenidos del mar pueden ser los moluscos y crustáceos tales como: mejillones, almejas, erizos de mar, cangrejo, langostinos, camarones y otros, los cuales se preparan de diversas formas. Una de las más comunes es un plato asopado llamado comúnmente fosforera, o bien guisados con arroz, llamados arroz a la marinera.[cita requerida]
Es común observar en muchas de las calles y plazas de los pueblos de Nueva Esparta, puestos de venta de empanadas de cazón y queso blanco, en donde, sobresalen los puestos de comida ubicados en el Mercado de Los Conejeros, los del Valle del Espíritu Santo y La Asunción. En cuanto a la dulcería, resalta el piñonate elaborado en la Parroquia San Juan Bautista, los besos de coco, las jaleas de mango y las "tetas" (congeladas).[cita requerida]
En la década de 2020, se ha impulsado el licor de ají margariteño.

### Artesanía
Desde sus comienzos, el Estado Nueva Esparta, ha sido una región compuesta por artistas. Principalmente por la herencia de culturas precolombinas, como los Guaiqueries; así como también por artesanos que llegaron a las islas procedentes de España principalmente. Cada región del estado posee un producto artesanal reconocido, y aunque estas actividades se han reducido con el tiempo, aún permanecen ciertas actividades que se mencionan englobadas por región a continuación:

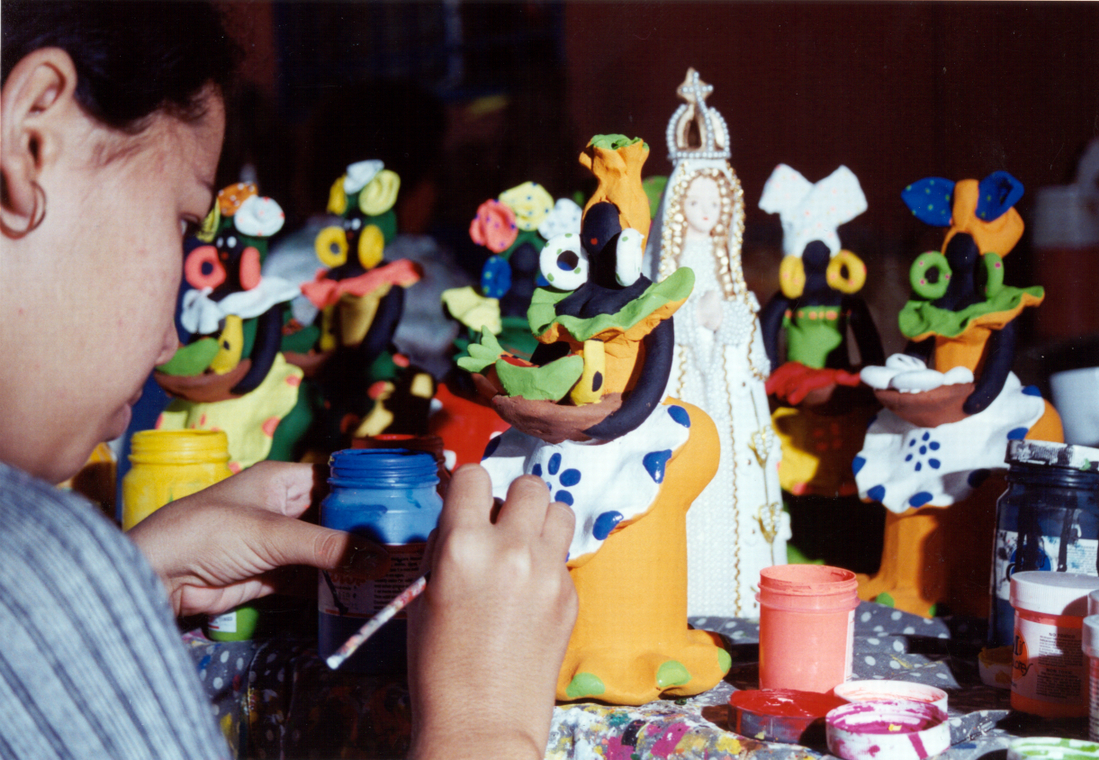
Trabajos artesanos con barro en el Cercado.

| Poblado                   | Actividad artesanal desarrollada                     |
| ------------------------- | ---------------------------------------------------- |
| Santa Ana                 | Chinchorros                                          |
| La Vecindad               | Hamacas                                              |
| El Maco                   | Calzado de cuero y sandalias                         |
| El Cercado                | Alfarería, barro y loza ornamental                   |
| San Juan Bautísta         | Sombreros de cogoyo, piñonate, carteras y orfebrería |
| Sabana de Guacuco y Atamo | Maras (utensilos con forma de media esfera)          |
| Los Millanes              | Tabacos (la calilla y el rústico)                    |

#### Industria alpargatera
Dentro del género de la artesanía, en el municipio Antonio Díaz, la alpargata, calzado de origen hispano-árabe, presenta la variante de la suela de caucho. Durante varios años, sobre todo en las décadas de los 50, 60 y 70, llegó a convertirse en una próspera industria, donde grandes empresarios de la alpargata, llegaron a tener bajo sus ordenen en las llamadas alpargaterías a más de 100 personas en forma directa y una gran cantidad en forma indirecta; y se producía la que se utilizada en el estado y era llevada a otros de Venezuela.
La alpargata consta fundamentalmente de cuatro partes: la suela, el corte o capellada, el talón y las tirillas; la primera parte es extraída del caucho utilizado por los vehículos automotores; las restantes son elaboradas con hilo; el corte o capellada y el talón son elaborados en máquinas de tejer, especialmente diseñadas para este fin; y las tirillas son elaboradas manualmente.
El proceso para obtener la suela comienza por seleccionar el caucho, el cual debe reunir algunas condiciones, este se divide en dos partes, al cortarse exactamente por el medio, de allí se sacan las tiras, que pueden ser de lona o goma, dependiendo del espesor y la utilidad; sobre estas tiras, utilizando plantillas ya preelaboradas de diferentes números (desde el N.º 1 la más grande hasta 12 o 13 las más pequeñas), se marcan sobre estas para luego ser recortadas; después de recortadas, son trazadas con unos cuchillos muy especiales (trazadores) con lo cual se indica donde se harán los huecos, esta tarea le corresponde al especialista en utilizar el pasador, cuchillo utilizado para tal fin.
Después de preparada la suela, sigue la proceso de pegado, el cual consiste en adherir a la suela el corte y el talón con hilo el cual se le agrega cera de abeja, para hacerlo más resistente, finalizado esto se procede a unir el talón y el corte con las tirillas.

### Música
Una de las agrupaciones Patrimonio Cultural de la Nación, es Cuerdas Espartanas, nacidos en la localidad de Pampatar son los representantes de la música tradicional margariteña.
Por su parte, Chelías Villarroel es cantautor y poeta, Patrimonio Cultural Viviente de Nueva Esparta y de Venezuela, fue condecorado con la Orden “Honor al Mérito Alberto Valderrama Patiño”.

## Educación

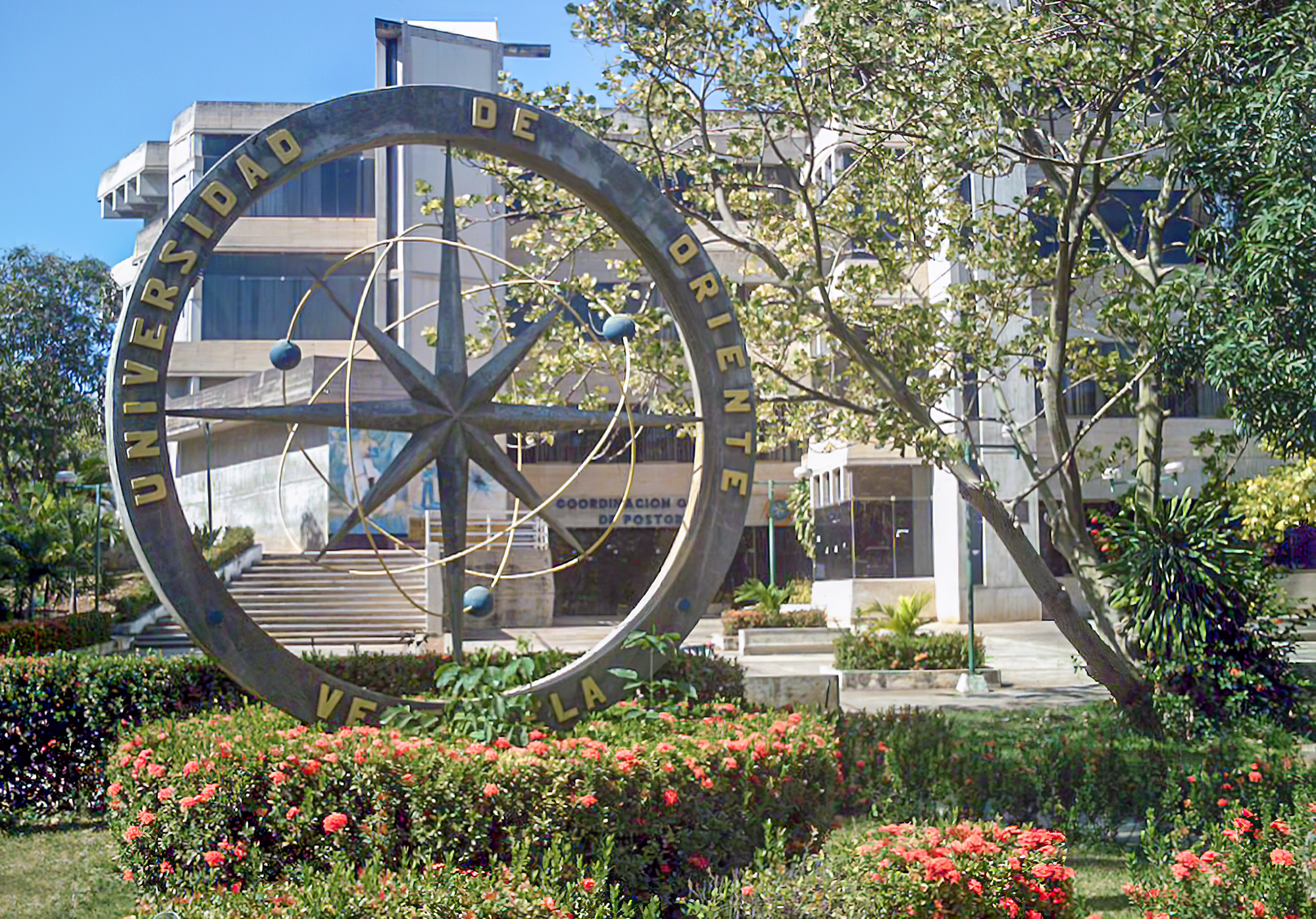
Áreas verdes de la UDONE.

En diferentes zonas del estado podemos encontrar universidades que brindan carreras referentes en su mayoría a actividades relacionadas con el turismo, la pesca y la investigación científica del mar. Sin embargo, en el pasar de las décadas, dichas instituciones se han ido adecuando a las exigencias cada vez mayores y la demanda laboral no solamente de las actividades mencionadas anteriormente, a tal punto, que en la actualidad la variedad de carreras que estas ofrecen van desde las ramas de las Ciencias Sociales hasta las Ciencias humanas.

### Universidades
- Universidad de Oriente (UDO).
- Instituto Politécnico Santiago Mariño (PSM).
- Universidad Nacional Experimental de la Seguridad (UNES),[34]está ubicada en la ciudad de San Juan Bautista del municipio Díaz.
- Universidad de Margarita (UNIMAR). Universidad privada ubicada en El Valle del Espíritu Santo.
- Universidad Nacional Experimental Politécnica de la Fuerza Armada Nacional Bolivariana (UNEFA), está ubicada en la ciudad de Juangriego del Municipio Marcano

### Deportes
En el estado Nueva Esparta se localizan varias instalaciones o edificaciones deportivas, además de diversas áreas destinadas para disciplinas deportivas, como el Complejo de Piscinas “Oliver Núñez”.
También cuenta con el estadio Guatamare donde juega el equipo de beisbol Los Bravos de Margarita.

## Política y gobierno
El estado es autónomo e igual en lo político al resto de la federación, organiza su administración y sus poderes públicos por medio de la Constitución del Estado Nueva Esparta, dictada por la antigua Asamblea Legislativa publicada en la Gaceta Oficial del Estado Nueva Esparta, Número Extraordinario, con fecha 6 de julio de 1993, y su Enmienda N.º 1 publicada en Gaceta Oficial del Estado Nueva Esparta, Número Extraordinario E-060 de fecha 29 de diciembre de 2000.

### Poder ejecutivo
Está representado por el Gobernador de Nueva Esparta y un grupo Secretarios Estatales. El Gobernador es elegido por el pueblo mediante voto directo y secreto para un periodo de cuatro años y con posibilidad a una reelección inmediata para un periodo igual, siendo el encargado de la administración estatal.
Hasta 1989 los gobernadores eran designados por el Poder Ejecutivo Nacional, desde entonces varios partidos se han alternado en la gobernación del Estado:
Desde 2012 el gobernador fue el general Carlos Mata Figueroa del PSUV. El 15 de octubre de 2017 fue elegido Alfredo Díaz, del partido Acción Democrática.
El actual gobernador es Marisel Velásquez, del Partido Socialista de Venezuela, quien se encuentra en el cargo desde el año 2025.

### Poder legislativo
La legislatura del estado recae sobre el Consejo Legislativo de Nueva Esparta, parlamento regional unicameral, elegido por el pueblo mediante el voto directo y secreto cada cuatro años pudiendo ser reelegidos para nuevos períodos consecutivos, bajo un sistema de representación proporcional de la población del estado y sus municipios, el Estado cuenta 5 diputados, de los cuales 4 pertenecen a la oposición y 1 al oficialismo.

### Policía
El Estado posee su propio cuerpo de Policía llamado INEPOL sobre la base de lo establecido en la Constitución Nacional de Venezuela, siendo este el encargado de la seguridad regional y organizado bajo la figura juridíca de Instituto Autónomo. Fue creado en 1970 y depende del Gobierno del Estado Nueva Esparta desde 1989, actualmente se mantiene adscrito a la Dirección de Protección Civil y Seguridad ciudadana del estado.